# Рада Абазовић
Рада Абазовић (Рогатица, 20. мај 1957 — Бјелогорци, 5. јануар 2006) била је жртва СФОР-а.

## Смрт
У ненајављеној акцији хапшења Драгомира Абазовића за наводне ратне злочине, италијански карабинијери, припадници СФОР-а, тешко су ранили његову жену Раду на кућном прагу. Након напада припадници италијанског контингента СФОР-а, два сата нису дозвољавали да рањеној жени буде пружена љекарска помоћ, санитет из Рогатице пришао је рањеној жени тек када су карабињери видјели да је скоро мртва. Прва помоћ указана јој је у рогатичком Дому здравља, одакле је пребачена у Болницу у Фочу, гдје је преминула на операционом столу. Приликом овог напада у главу је рањен Драгомир Абазовић који је остао инвалид са ограниченим могућностима кретања, те њихов син Драгољуб.

## Контаверзе
Представници СФОР-а су изјавили да су Рада Абазовић и њен син Драгољуб пуцали на карабинијере из аутоматског оружја, а да је њен муж пуцао сам себи у главу. Окружно јавно тужилаштво из Источног Сарајева демантовало је те наводе и утврдило да је Рада убијена зрном из пиштоља припадника италијанског контингента СФОР-а.

## Борба породице
За овај злочин нико није одговарао, иако се накнадно испоставило да су припадници СФОР-а, грешком упали у двориште породичне куће Абазовић. Породица је поднијела тужбе за надокнаду материјалне штете за овај злочин, али су прошле године добили одбијеницу од Суда БиХ и од Еуфора уз образложење да немају право жалбе. У образложењу Еуфора, између осталог, наводи се да је њихов одштетни захтев одбијен јер је Еуфор у Бјелогорцима радио "у складу са мандатом који му је дат Резолуцијом Савета безбедности Уједињених нација".
Након што су остали без права на жалбу Горан Абазовић је изјавио : „Једина преостала могућност је тужити државу БиХ за надокнаду материјалне штете, што изискује додатна финансијска средства и ангажовање адвоката".